# 藥師堂站 (秋田縣)
藥師堂站（日语：／ Yakushido eki */?）是位於秋田縣由利本莊市藥師堂，由利高原鐵道的鳥海山麓線車站。

## 歷史
- 1922年（大正11年）8月1日：橫莊鐵道西線藥師堂停留場啟用，當時車站位於由利郡（日语：由利郡）子吉村（日语：子吉村）。
- 1937年（昭和12年）9月1日：橫莊鐵道被國有化，同時升級至車站，成為鐵道省矢島線的藥師堂站。
- 1949年（昭和24年）6月1日：日本國有鐵道成立。
- 1961年（昭和36年）6月20日：結束貨物起卸業務[1]。
- 1962年（昭和37年）：成為業務委託車站[2][3]。
- 1971年（昭和46年）10月1日：成為無人車站[4]。
- 1985年（昭和60年）10月1日：由利高原鐵道接管矢島線，成為由利高原鐵道鳥海山麓線車站。
- 2009年（平成21年）10月5日：翻新車站大樓。

## 車站構造
此站是地面車站，設有1面1線的單式月台。此站是無人車站。
車站西邊設有羽越本線路線，在此站與羽後本莊之間並行。在車站南邊設有平交道，當中羽越線的平交道名為矢島街道平交道，鳥海山麓線平交道名為藥師道平交道。
隨著第一代車站大樓老化，已於2009年8月拆毀，同年10月新建車站大樓，大樓設有無障礙設施。

## 使用狀況
| 1日上落車人次 | 1日上落車人次 |
| 年度          | 1日平均人次   |
| ------------- | ------------- |
| 2011年        | 58            |
| 2012年        | 69            |
| 2013年        | 76            |
| 2014年        | 69            |
| 2015年        | 75            |
| 2016年        | 96            |
| 2017年        | 88            |
| 2018年        | 83            |

## 車站周邊
- 國道108號
- 由利本莊市立子吉小學
- 子吉郵局

## 巴士路線
- 羽後交通「藥師堂」巴士站

## 相鄰車站
由利高原鐵道
鳥海山麓線
羽後本莊－藥師堂－子吉

## 注腳
1. ↑  “貨物取り扱いやめる 薬師堂、子吉、羽後川辺の三駅 きょうから” 秋田魁新報 (秋田魁新報社): p7. (1961年6月20日 朝刊)
2. ↑  “東北初の業務委託駅 秋鉄局 薬師堂など四駅を” 秋田魁新報 (秋田魁新報社): p3. (1962年6月1日 夕刊)
3. ↑  “業務委託駅に 子吉駅など五つ 秋鉄 来年四月から実施” 秋田魁新報 (秋田魁新報社): p5. (1964年10月17日 夕刊)
4. ↑  “陳情攻勢で“無人化”が後退 秋鉄局 日中だけ駅員配置 ただし本年度いっぱい” 秋田魁新報 (秋田魁新報社): p12. (1971年9月29日 朝刊)
5. ↑  国土数値情報(駅別乗降客数データ)2011-2015年  （页面存档备份，存于）（日語） - 國土交通省，統計情報リサーチ  （页面存档备份，存于） - ，2020年8月30日參閲
6. ↑  国土数値情報(駅別乗降客数データ)  （页面存档备份，存于）（日語） - 國土交通省，2020年9月12日參閲

## 外部連結
- 藥師堂站 （页面存档备份，存于）（日語）（各站資訊） - 由利高原鐵道